# Egghölzli
Das Egghölzli ist ein langgestrecktes kleines Quartier der Stadt Bern. Es gehört zu den 2011 bernweit festgelegten 114 gebräuchlichen Quartieren und liegt im Stadtteil IV Kirchenfeld-Schosshalde, dort im statistischen Bezirk Brunnadern. Es grenzt an die Quartiere Elfenau/Brunnadern, Murifeld und Weltpost. Im Südosten bildet es die Stadtgrenze zu Muri.
Im Jahr 2022 waren 740 Einwohner im Quartier gemeldet, davon 587 Schweizer und 153 Ausländer.
Die Wohnbebauung im Norden besteht aus neun schrägstehenden Reihenhäusern, südlich der Egghölzlistrasse  sind es kleinere Ein- und Mehrfamilienhäuser. Tankstelle, Supermarkt und eine Bäckerei gehören zur Infrastruktur. 
Die Strassenbahnlinien 6 und 8 verbinden mit dem Zentrum, die RBS-Buslinie 40 verkehrt tangential zwischen Kappelisacker und Allmendingen.